# Julia Piersonová
Julia Piersonová, nepřechýleně Julia A. Pierson (* 21. července 1959 Orlando, Florida) je americká právnička. V letech 2013–2014 byla ředitelkou Tajné služby Spojených států amerických. Do funkce ji jmenoval prezident Barack Obama jako první ženu v čele této agentury.

## Život
Narodila se v Orlandu na Floridě. Během středoškolských studií pracovala v Disney Worldu jako obsluha parkoviště, u vodních skútrů, a v kostýmu chodila v Disneyho průvodech. V roce 1981 absolvovala University of Central Florida, kde získala bakalářský titul v oboru trestní právo.

## Profesní kariéra
- 1980–1983 policistka v rodné Orlandu
- od 1983 – Tajné služby USA
  - 1983–1985: agentka v pobočce Miami
  - 1985–1988: agentka v pobočka Orlando
  - 2000–2001: agentka v oddělení ochranných operací
  - 2001–2005: náměstkyně ředitele v sekci správy
  - 2008–2013: náměstkyně ředitele v sekci zdroje a vzdělávání
  - 27. března 2013 – 1. říjen 2014 23. ředitelka jako první žena, jmenována prezidentem Barackem Obamou.